# Xenorhina brachyrhyncha
Xenorhina brachyrhyncha é uma espécie de anfíbio anuro da família Microhylidae. Está presente na Papua Nova Guiné. A UICN classificou-a como pouco preocupante.